# Tear It Up (album)
Tear It Up – pierwszy album koncertowy Black Uhuru, jamajskiej grupy muzycznej wykonującej roots reggae.
Płyta została wydana w roku 1982 przez Mango Records, oddział brytyjskiej wytwórni Island Records; na Jamajce ukazała się natomiast nakładem labelu Taxi Records należącego do grających z zespołem Lowella "Sly" Dunbara i Robbiego Shakespeare’a. Znalazło się na niej nagranie z koncertu formacji w londyńskim Rainbow Theatre w roku 1981. Produkcją krążka zajął się Chris Blackwell. W roku 1990 nakładem Mango ukazała się reedycja albumu na CD.

## Lista utworów

### Strona A
1. "Shine Eye Gyal"
2. "Plastic Smile"
3. "Abortion"
4. "General Penitentiary"

### Strona B
1. "Guess Who's Coming To Dinner"
2. "I Love King Selassie"
3. "Sinsemila"
4. "Leaving For Zion"

## Muzycy

### Black Uhuru
- Michael Rose - wokal
- Duckie Simpson - chórki
- Puma Jones - chórki

### Instrumentaliści
- Darryl Thompson - gitara
- Mikey "Mao" Chung - gitara rytmiczna
- Robbie Shakespeare - gitara basowa
- Sly Dunbar - perkusja
- Christopher "Sky Juice" Blake - perkusja
- Keith Sterling - instrumenty klawiszowe